# Coatepeque Fútbol Club
El Coatepeque Fútbol Club es una entidad deportiva con sede en Coatepeque, Quetzaltenango, Guatemala. Fue fundado oficialmente como un club de fútbol el 15 de mayo de 1967 por el señor Rogelio Santiago bajo el nombre de Club Social y Deportivo Independencia.

## Historia

### Fundación
Fue fundado en 1967 en un barrio de la comunidad, en ese entonces el equipo fue nombrado como el Deportivo Independencia, después fue nombrado como Deportivo Coatepeque, en 2015 don Israel Barrios adquirió la ficha y pasó a llamarse Deportivo Coatepecano I.B. y a partir de 2021 paso a llamarse Coatepeque Fútbol Club como actualmente se denomina.

### Ascenso y Título

#### Apertura 2012
Tras haber quedado eliminado en varias oportunidades por lograr el tan anhelado ascenso, en el 2013 llegaría otra oportunidad en donde esta vez si lo conseguirían. El camino para que el Deportivo Coatepeque lograra el ascenso a la Liga Nacional de Fútbol de Guatemala comenzó al inicio de la temporada 2012-2013, cuando Ronaldo Samayoa toma el cargo de la presidencia y empieza con las directrices contratando al el profesor Gabriel Castillo dándole la autoridad para poder formar la plantilla con la visión de armar un equipo joven pero también con experiencia y que añadido a eso también fueran de la localidad.
La temporada inició con el proyecto puesto en marcha para el Apertura 2012 de la Primera División de Guatemala, los resultados que se empezaron a obtener fueron del todo positivos, logrando así un invicto sin perder de local en el estadio Israel Barrios, y también clasificando a la liguilla del torneo, como primer lugar del Grupo "A".
La liguilla del Torneo Apertura 2012 de la Primera División de Guatemala, consta de una serie de cuartos de final con los mejores 8 clasificados del torneo y con series a doble partido (ida y vuelta), los primeros 4 del grupo "A" y los primeros 4 del grupo "B", donde el primero del grupo "A" (Deportivo Coatepeque) se enfrentaría al cuarto lugar del grupo "B" que era ocupado por el cuadro del Deportivo Sacachispas, la serie fue muy cerrada, en donde el juego de ida realizado en el Estadio las Victorias dejó un resultado de un (0-0) que no le favorecía a ninguno de los dos pero que lo supo aprovechar muy bien el Deportivo Coatepeque en condición de local y lograr así un marcador de 2-1 con mucha polémica arbitral de por medio pero que le sirvió y basto para lograr el boleto a las semifinales del torneo.
Las semifinales llegaron con mucha expectativa de parte de la afición coatepecana, porque sabían que logrando clasificar a la final obtendrían la oportunidad una vez más de poder ascender a la "Liga Mayor", con lo cual inició la serie donde enfrentarían al Deportivo San Francisco donde lograrían un 2-0 a favor en un encuentro que fue realizado en el estadio Pablo Sixto Ochaeta de Petén. El marcador era muy adverso para las 'serpientes rojas' como se le conoce al Deportivo Coatepeque ya que tenían que remontar un 2-0 en contra, con la única salvedad de que el equipo tendría el apoyo de su afición, el cual sirvió para remontar el marcador con un contundente 3-0 a favor de los locales logrando clasificar así a la gran Final del Torneo Apertura 2012 de la Primera División de Guatemala donde tendrían que enfrentar al equipo de la Nueva Concepción.
La serie final dejó como resultado un 3-1 a favor de los locales (Nueva Concepción) en un encuentro donde el equipo local fue muy superior a su rival, ese marcador lo supieron aprovechar en el juego de vuelta realizado en el estadio Israel Barrios que concluyó con un empate de 1-1 y lo cual sirvió para que la Nueva Concepción obtuviera el título del Apertura 2012.

#### Clausura 2013
El Torneo Clausura de la Primera División de Guatemala 2013 se desarrolló con muchas expectativas, vinieron jugadores nuevos y se fueron otros. Los primeros dos juegos de local se jugaron a puerta cerrada debido a la suspensión del estadio Israel Barrios por incidentes protagonizados por algunos aficionados en el juego de vuelta de la final del Torneo Apertura 2012. 
Tras superar ese conflicto el equipo logró clasificar nuevamente a la liguilla tras vencer al Deportivo Ayutla un gol a cero, en la penúltima jornada llevando a Coatepeque nuevamente al primer lugar de la tabla del grupo "A" y así se enfrentó una vez más al Deportivo Sacachispas en cuartos de final, equipo que también terminó en cuarto lugar de la tabla del grupo "B".
En los cuartos de final los encuentros venían con rivalidades generadas, debido a la eliminación del Deportivo Sacachispas en el torneo anterior en la misma fase, lo que llevó a que ocurriesen nuevamente incidentes en el partido, esta vez en el estadio Las Victorias, el encuentro de ida finalizó con una leve ventaja para el cuadro local por dos goles a uno, un gol de visitante que le servía de mucho al cuadro coatepecano. El juego de vuelta jugado en el estadio Israel Barrios terminó con un contundente 3-0 a favor del Deportivo Coatepeque con lo que lograría clasificar nuevamente a semifinales donde enfrentarían a Sayaxché de Petén, y luchar por el sueño de toda la localidad.
Las semifinales vinieron antecedidas por toda clase de propagandas, desde anuncios en la TV, radio, prensa, hasta vídeos motivacionales creados por los mismos aficionados en la web y todo generado por la página oficial del equipo en una red social y donde lograron vender los 15 000 boletos puestos a la venta, al cual tuvieron que realizar una preventa de los boletos un día antes, para que los aficionados pudieran obtenerlas y así lograr que el día del encuentro del juego de vuelta, el estadio luciera un lleno impresionante.
La ronda de semifinales empezó con otro tropiezo para el cuadro de Coatepeque en su juego de ida, ya que perdieron 2-1 en la visita al estadio Municipal La Pasión, pero ese gol de visitante nuevamente les daba una pequeña ventaja ya que el resultado del 1-0 los hacía clasificarse, marcador que no obtuvo diferencias en el juego de vuelta en el estadio Israel Barrios el cual tenía todas las localidades vendidas. El juego inició con un resultado adverso para el cuadro local al empezar perdiendo por un gol en el segundo tiempo, resultado que remontar con un 4-1 que reflejo el nivel de juego demostrado por el Deportivo Coatepeque, logrando así el ascenso directo a la Liga Nacional de Fútbol de Guatemala ya que el reglamento reflejaba que el equipo que lograra llegar a la final de cada torneo (Apertura y Clausura), obtenía el ascenso a la Liga Mayor y también su pase a la final del torneo clausura para pelear nuevamente el título que no pudieron obtener en el Apertura 2012.
El Deportivo Iztapa se enfrentaría a Coatepeque por la serie final del Torneo Clausura 2013, un juego que no tendría mayores sorpresas para ninguno de los dos equipos, ya que el Deportivo Iztapa esperaba con más expectativas el partido de repechaje por el otro boleto para el ascenso a la Liga Nacional de Fútbol de Guatemala y el Deportivo Coatepeque ya había logrado su objetivo que era el ascenso a la misma categoría.
El juego de ida nuevamente lo perdió el Deportivo Coatepeque 2-1 en el Estadio Municipal El Morón de Escuintla a lo cual nuevamente logró sobreponerse y en el juego de vuelta ganó con un contundente marcador de cinco goles a uno, para poder proclamarse campeón por primera vez de la Primera División de Guatemala.
Con esto el Deportivo Coatepeque terminó la espera de 36 años por subir a la máxima categoría del Fútbol Nacional de Guatemala, y además obtener el primer título en su historia.
Su aventura duró dos temporadas en medio de crisis económicas, huelgas de jugadores y cambios constantes de técnicos hasta que descendió en el torneo Clausura 2015.

## Estadio
El Deportivo Coatepeque juega actualmente en el estadio Israel Barrios de Coatepeque (Quetzaltenango), Quetzaltenango. Es el segundo estadio con mayor capacidad para aficionados en el interior del país Guatemalteco. Con una capacidad máxima de 24,000 espectadores, tiene una forma cuadrada y esta con un 60% techado.
Entre las actividades realizadas en el estadio, se encuentra la Clasificación para el Campeonato Sub-20 de la Concacaf de 2013 donde participaron las selecciones de El Salvador, Costa Rica, Guatemala, Honduras, Nicaragua y Panamá.
Además ha sido utilizado para partidos de la Liga Nacional de Fútbol de Guatemala siendo sede para los equipos a los cuales les ha sido suspendido su estadio local.

## Escudo
El escudo del Deportivo Coatepeque tiene un color rojo al fondo con dos montañas doradas, una serpiente y una pelota de fútbol doradas. El borde del escudo también es de color dorado y tiene el año de fundación del equipo (1967) en la parte superior.

## Jugadores

### Plantilla
- Los equipos de la Liga Nacional están limitados a tener en la plantilla un máximo de cuatro jugadores extranjeros.
- La lista incluye sólo la principal nacionalidad de cada jugador, algunos de los jugadores no guatemaltecos tienen doble nacionalidad.

### Altas Clausura 2015
| Jugador          | Posición       | Procedencia   |
| ---------------- | -------------- | ------------- |
| Miguel Escobar   | Defensa        | Suchitepéquez |
| Roberto Porras   | Centrocampista | Xelajú        |
| Armando Polo     | Delantero      | Árabe Unido   |
| Leandro Martínez | Delantero      | Agente Libre  |
| Selvin Motta     | Delantero      | Aurora        |

### Bajas Apertura 2014
| Jugador      | Posición       | Destino   |
| ------------ | -------------- | --------- |
| José Gramajo | Centrocampista | San Pedro |

## Entrenadores
| Nombre             | Nac.                      | Desde | Hasta      | Estadísticas | Estadísticas | Estadísticas | Estadísticas | Estadísticas |
| Nombre             | Nac.                      | Desde | Hasta      | J            | G            | E            | P            | %            |
| ------------------ | ------------------------- | ----- | ---------- | ------------ | ------------ | ------------ | ------------ | ------------ |
| Paulo César Barros | Bandera de Brasil         | 2009  | 2010       | 0            | 0            | 0            | 0            |              |
| Antonio Archila    | Bandera de Guatemala      | 2010  | 2011       | 0            | 0            | 0            | 0            |              |
| Ramón Ramírez      | Bandera de Argentina      | 2011  | 2012       | 0            | 0            | 0            | 0            |              |
| Gabriel Castillo   | Bandera de Guatemala      | 2012  | 2013       | 59           | 23           | 15           | 21           | 38.98%       |
| Ziggy Korytosky    | Bandera de Estados Unidos | 2013  | 2014       | 13           | 4            | 2            | 7            | 30.77%       |
| Richard Preza      | Bandera de Uruguay        | 2014  | 2014       | 20           | 8            | 4            | 7            | 40%          |
| Ulises Sosa        | Bandera de Guatemala      | 2014  | 2014       | 1            | 0            | 0            | 1            | 0%           |
| Rudy Mendez        | Bandera de Guatemala      | 2014  | 2014       | 5            | 0            | 2            | 3            | 0%           |
| Manuel Castañeda   | Bandera de Guatemala      | 2014  | Actualidad | 11           | 2            | 4            | 5            | 18.18%       |